# Невидиме мишеня
«Невидиме мишеня» (англ. The Invisible Mouse) — тридцять третій епізод із серії анімаційних короткометражок «Том і Джеррі». Випущено 27 вересня 1947 року.

## Сюжет
Том намагається заманити Джеррі сиром, підв'язаним на мотузку. Мишеня безуспішно намагається схопити сир і забігає за кут, переслідуючи здобич, що «втікає». Там на нього чекає Том. Кіт кидає на Джеррі праску, але в останній момент мишеня підставляє під удар ногу Тома. Джеррі тікає нагору, а кіт — за ним. Обидва скочуються вниз по поруччях, Джеррі повертає на розвилці вправо, а Том проскакує прямою, і врізається в годинник з зозулею.
Погоня триває. Том бере міх біля каміна і всмоктує Джеррі, коли той вже майже вбіг у свою нору. Том грається мишеням, видуваючи його вгору і всмоктуючи назад. Нарешті Джеррі чіпляється за тарілку на полиці, падає разом з нею на міх та в момент приземлення розбиває тарілку об голову кота. Мишеня тікає і ховається в банку в коробці з написом «Набір юного хіміка». Як тільки кіт пішов, Джеррі вилазить із набору і виявляє, що став наполовину невидимим. Причина проста: мишеня сховалося в банку з невидимим чорнилом! Джеррі занурює свою руку в чорнило і вона стає невидимою. Джеррі усвідомлює шанс повеселитися, пірнає в чорнило, пробігає вітальнею і, цілком невидимий, з'їдає всі трюфелі в тарілці. Тим часом Том вирішує повторити свій план із пасткою: кладе прив'язаний до мотузки сир біля мишачої нірки, а сам чекає в засідці із піднятою праскою. Джері-невидимка з'їдає весь сир. Здивований кіт ставить праску на стіл і перевіряє пастку. Невидимий Джеррі кидає праску Тому на ногу. Після цього мишеня вставляє хвіст Тома в електричну розетку як вилку. Тома вдаряє струмом, він тікає за крісло і намагається перепочити. Відхекавшись, кіт йде попити молока. Але й тут мишеня-невидимка йому докучає: випиває все молоко з миски, а потім випльовує його в обличчя Тому. Переляканий Том підбігає до дзеркала, щоб перевірити, чи не хворий. Вважаючи, що все це галюцинації він вирішує подрімати. Джеррі знову пакостить: підходить до сплячого кота, вставляє йому між пальців коробку зі сірниками і підпалює їх. Том відчуває печіння, бачить ногу у вогні і швидко гасить її в акваріумі. Після цього кіт з жахом чує, що рояль грає сам собою, без піаніста (насправді це знову Джеррі). Він дивиться всередину рояля, і Джеррі мало не відсікає йому голову, скинувши кришку інструмента. Тут Том бачить тінь Джеррі, який поїдає банан, і все прояснюється. Взявши важкий словник, хитрий кіт підкрадається ззаду і вдало потрапляє словником по голові Джеррі, набивши йому гулю на голові. Джері тікає на кухню, захопивши із собою яблуко. Том миттю вбігає в кухню, зазирає під холодильник, і звідти викочується недогризок від яблука. Том бере банку з борошном, розсипає його по всій кухні і стає в укриття зі сковородою. З-під холодильника виходить невидимий Джеррі, Том бачить його сліди на борошні і ляскає сковородою по підлозі.
Несподівано на борошні з'являється напис «промахнувся» і Джеррі тікає з кухні, тоді як кіт продовжує спроби його приплескати. Том ловить Джеррі, але той знову вислизає з рук, закрутивши йому вуса разом зі шкірою на морді. Тоді Том вирішує застосувати іншу тактику: він бере штору, ховається за ріг, і, коли Джеррі пробігає поряд з ним, Том накриває мишеня і б'є його словником. Але й тут Джеррі вислизає з лап Тома. Мишеня бере з гардероба ключку для гольфу, ретельно націлюється і вдаряє Тому під зад (Той був занадто зайнятий, вважаючи, що все ще б'є спійманого пустуна).
Розлючений Том біжить за Джеррі у двір. Там мишеня-невидимка б'є по голові ключкою Спайка, який мирно спав, і передає зброю Тому. Злий Спайк, як завжди думаючи, що винен Том, бере ключку і ганяє кота містом, попутно б'ючи його ключкою, причому періодично вціляючи. Тепер Джері може відпочити. Мишеня лягає на подушку, випиває шоколадне молоко з миски, і відбувається диво: Джеррі знову стає видимим! Мабуть, тому, що його шкіра теж шоколадного відтінку.

## Факти
Після монтажу цієї серії аніматор Дон Паттерсон залишив MGM і перейшов у студію Walter Lantz Productions, а Річард Бікенбах залишився і працював художником-верстальником до закриття студії.